# Yoasobi
Yoasobi (яп. ヨアソビ, кириліз.: Йоасобі) — японський музичний супердует, створений у 2019 році компанією Sony Music Entertainment Japan, до складу якого входять вокалоїд-продюсер Аясе та авторка пісень Ікура. Представлений гаслом «роман у музиці», дует спочатку випускав пісні на основі вибраних оповідань, опублікованих на Monogatary.com, соціальній мережі про творче письмо та ілюстрації, керованій їхнім лейблом, як-от історії, написані професійними авторами, книги, листи та п'єси.
Дебютний сингл Yoasobi «Yoru ni Kakeru» став вірусним у соціальних мережах, та став проривом, досягнувши вершини Billboard Japan Hot 100 протягом шести тижнів поспіль, ставши першою піснею в Японській асоціації звукозаписувальних компаній (RIAJ), яка отримала діамантову сертифікацію. Після цього вони випустили кілька успішних синглів, таких як «Gunjō», натхненний «Блакитним періодом», аніме-пісні «Kaibutsu» та «Yasashii Suisei» для Beastars, «Shukufuku» для Mobile Suit Gundam: The Witch from Mercury та «Idol» для Oshi no Ko. «Idol» найдовше очолювала Japan Hot 100 протягом усього 22 тижнів, і стала першою японською піснею, що очолила чарт Billboard Global Excl. US.
Yoasobi випустили п'ять мініальбомів: три японські The Book, The Book 2 (обидва у 2021 році) та Hajimete no — EP (2023), перші два з яких досягли другого місця в Oricon Albums Chart, і два англомовні E-Side (2021) і E-Side 2 (2022). Крім дискографії, дует співпрацював із чотирма письменниками — Ріо Шімамото, Мізукі Цуджімура, Міюкі Міябе та Ето Морі, які опублікували збірку повістей Hajimete no у 2022 році та Yoasobi виконали пісні на основі цих оповідань. Yoasobi отримали кілька нагород, зокрема п'ять нагород Japan Gold Disc Awards, три нагороди Space Shower Music Awards, дві нагороди MTV Video Music Awards Japan, дві нагороди CD Shop Awards, Japan Record Award і Noma Publishing Culture Award тощо.

## Історія

### 2019—2021: Формування, «Yoru ni Kakeru» іThe Book

Офіційний логотип Yoasobi

Обидва члени Yoasobi вели активну музичну кар'єру до створення дуету. Аясе, продюсер звукозапису, автор пісень і колишній вокаліст рок-гурту Davici почав використовувати програмне забезпечення Vocaloid Hatsune Miku для створення пісень. Він завантажив свою першу пісню «Sentensei Assault Girl» на веб-сайт відеохостингу Niconico у 2018 році та здобув популярність своєю піснею «Last Resort» у 2019 році. Потім у грудні того ж року він випустив свій дебютний мініальбом Ghost City Tokyo. Лілас Ікута (зараз виступає під сценічним псевдонімом Ікура в Yoasobi) — співачка, авторка пісень і на той час учасниця кавер-гурту Plusonica (2017—2021). 2016 року вона взяла участь у новому навчальному курсі для виконавців Lesson, який спонсорував Sony Music Entertainment Japan, і випустила свій демо-диск 15 no Omoi. Пізніше Ікута також випустила два додаткові мініальбоми: Rerise (2018) і Jukebox (2019) через незалежний лейбл After School.
У 2019 році Аясе отримав пропозицію від Йохея Яшіро та Шуя Ямамото з Sony Music Entertainment Japan щодо співпраці над проєктом створення пісень, натхненних оповіданнями, опублікованими через Monogatary.com, веб-сайт у соціальних мережах про творче письмо та ілюстрації, керований SMEJ. Під час дискусії про вокалістів Аясе знайшов Ікуру в Instagram, перевірив її канал на YouTube, куди вона завантажила частину своєї музики та кавер, і переконав її створити дует. Назва дуету Yoasobi походить від японського слова yoasobi (яп. 夜遊び), що означає «нічне життя», як бажання, щоб вони могли взяти на себе різноманітні виклики, порівнюючи свою особисту кар'єру з днем, а кар'єру Yoasobi з ніччю. Дует використовує гасло «роман у музиці» (яп. 小説を音楽にする, shōsetsu o ongaku ni suru) , щоб представити себе. Дует оголосив про свій дебют за допомогою тизерного відео 1 жовтня.
Перша пісня, випущена Yoasobi, — «Yoru ni Kakeru», заснована на оповіданні «Thanatos no Yūwaku» Майо Хошіно, яке було опубліковане на Monogatary.com, і яке перемогло Monocon 2019. Музичне відео було спочатку завантажено через канал Аясе на YouTube 16 листопада 2019 року, перш ніж пісня була згодом комерційно випущена 15 грудня. Під час пандемії COVID-19 у Японії «Yoru ni Kakeru» став вірусним у соціальних мережах разом із сольним виступом Ікури The Home Take, вивівши його на перше місце кількох музичних чартів в Японії. Через п'ять місяців після випуску пісня піднялася на перше місце Billboard Japan Hot 100 і загалом шість тижнів перебувала на вершині чарту, з яких три тижні — поспіль. «Yoru ni Kakeru» завершила 2020 рік як найкраща пісня року в чарті Japan Hot 100, зробивши її першим синглом без CD, який очолив чарт на кінець року. Японська асоціація звукозаписувальних компаній (RIAJ) надала пісні «діамантову» сертифікацію за понад 500 мільйонів прослуховувань в Японії, ставши першою піснею в історії, якій це вдалося. Пісня виграла «Пісню року» на MTV Video Music Awards Japan 2020 і 2021 Space Shower Music Awards, а також срібну нагороду на JASRAC Awards 2023.
Після дебютного синглу Yoasobi випустили «Ano Yume o Nazotte» 18 січня 2020 року. Як і «Yoru ni Kakeru», ця пісня заснована на іншій короткій оповіді Соти Ішікі, яка стала переможцем Monocon 2019, Yume no Shizuku до Hoshi no Hana. Наступний сингл «Halzion», заснований на історії «Soredemo, Happy End» авторства Шюнкі Хашідзуме, був випущений 11 травня в рамках проєкту Suntory «Immersive Song Project» для реклами енергетичного напою Zone. Її було відзначено як першу пісню, яка була написана професійним письменником, тоді як перші дві були написані авторами-любителями. У другій половині року вони випустили ще три сингли. Перший, «Tabun», вийшов 20 липня за мотивами однойменного оповідання Шінано, який переміг на конкурсі Yoasobi Contest Vol. 1. Натхненний мангою «Блакитний період» і оснований на короткій історії бренду Ao o Mikata ni, «Gunjō» був випущений 1 вересня для реклами Alfort Mini Chocolate від Bourbon. 18 грудня дует випустив «Haruka», спільну роботу зі сценаристом Осаму Судзукі, засновану на оповіданні Tsuki Ōji.
31 грудня Yoasobi завершили 2020 рік на 71-му NHK Kōhaku Uta Gassen дебютним виконанням пісні «Yoru ni Kakeru» вперше в дуеті разом із учасниками гурту, знятим у Bookshelf Theatre, Kadokawa Culture Center. Усі сингли 2019—2020 років були представлені на дебютному мініальбомі дуету The Book, який вийшов 6 січня 2021 року Було додано три додаткові треки, в тому числі «Encore», оснований на переможній історії на конкурсі Yoasobi Contest Vol. 1 Sekai no Owari to, Sayonara no Uta від Kanami Minakami. Пісня була використана для реклами Google Pixel 5, Pixel 4a (5G). Мініальбом дебютував на другому місці як у Oricon Albums Chart, так і в Billboard Japan Hot Albums і отримав 150 000 продажів дисків і 100 000 завантажень станом на 2021 рік. Це єдиний альбом, який досяг цієї віхи того року. The Book отримав золотий сертифікат RIAJ і спеціальну нагороду на CD Shop Awards.

### 2021:The Book 2
Як і було анонсовано наприкінці 2020 року, Yoasobi обробили як початкову, так і кінцеву теми для другого сезону японського аніме-серіалу Beastars. Його початкова тема «Kaibutsu» була випущена 6 січня 2021 року, у той самий день, що й мініальбом дуету The Book тоді як кінцева тема, «Yasashii Suisei», вийшла 20 числа. Обидві пісні були засновані на Jibun no Mune ni Jibun no Mimi o Oshi Atete та Shishiza Ryūseigun no Mama ni сценариста аніме Пару Ітагакі відповідно. Пізніше 24 березня був випущений подвійний компакт-диск із темами, який дебютував під номером два в Oricon Singles Chart. «Kaibutsu» посів п'яте місце в рейтингу 10 найкращих пісень 2021 року за версією американського журналу Time, ставши єдиною японською композицією у ньому. Пісня також отримала чотири нагороди за пісню року (Японія) і Best 5 Songs на 36-му конкурсі Japan Gold Disc Award у категоріях завантаження та прослуховування.
Перший концерт гурту в прямому ефірі, Keep Out Theatre, відбувся 14 лютого на будівельному майданчику Shinjuku Milano-za для 40 000 онлайн-аудиторії. Yoasobi випустили «Mō Sukoshi Dake», тему 2021 року для ранкового шоу Mezamashi TV на Fuji TV, 10 травня. Пісня була заснована на переможній історії Meguru від Chiharu на конкурсі Yoasobi Vol.3. Композиція для рекламного ролика Ahamo оператора мобільної мережі NTT DoCoMo, «Sangenshoku», заснована на оповіді сценариста Yūichirō Komikado RGB, була випущена 2 липня. У червні бренд футболок Uniqlo UT співпрацював з Yoasobi, щоб виготовити футболки з візерунками, натхненними візуалами дуету. Щоб популяризувати співпрацю, вони провели безкоштовний концерт у прямому ефірі під назвою Sing Your World в Uniqlo City Tokyo і транслювали його на офіційному YouTube-каналі дуету 4 липня. Його переглянули 280 000 онлайн-глядачів в усьому світі.
9 серпня Yoasobi випустили пісню «Loveletter», засновану на листі, що виграв «Letter Song Project» — конкурс, проведений у 2020 році радіошоу Tokyo FM, що належить японській поштовій службі, Sunday's Post. Наступного місяця дует випустив «Taishō Roman», оснований на оповіданні Нацумі Taishō Romance, який переміг у Yoasobi Contest Vol.2. У тому ж місяці їх було обрано талісманом 59-ї премії Sendenkaigi Award, і вони провели виставку Semiconductors Create New Realities у Ginza Sony Park у рамках виставки Sony Park.
Другий мініальбом Yoasobi, The Book 2, вийшов 1 грудня. Йому передували всі сингли, випущені в 2021 році, і включали пісню «Moshi mo Inochi ga Egaketara», тему однойменної сцени Suzuki 2021 року. Альбом дебютував під номером два в Oricon Albums Chart, очолював Billboard Japan Hot Albums, і отримав золотий сертифікат для фізичного випуску RIAJ. На підтримку The Book 2 Yoasobi провели свій перший особистий одноразовий концерт після свого дебюту в 2019 році під назвою Nice to Meet You в Палаці бойових мистецтв Японії з 4 по 5 грудня для 14 000 відвідувачів офлайн. Дует взяв участь у 72-му NHK Kōhaku Uta Gassen 31 грудня, щоб виконати «Gunjō» на головному шоу за участю симфонічного оркестру та «Tsubame».
Крім того, у 2021 році Yoasobi почали випускати англомовні пісні, перекладені з оригіналу японської мови. Перший сингл, «Into the Night», перекладений з «Yoru ni Kakeru» Конні Аокі, був випущений 2 липня. Після цього вони також випустили три інші треки: «RGB» і «Monster» у липні, та Blu у жовтні. Всі сингли передували першому англомовному мініальбому дуету E-Side, випущеному в цифровому вигляді 12 листопада. Мініальбом посів 19 місце в Oricon Combined Albums Chart і дев'яте місце в Billboard Japan Hot Albums. Yoasobi отримав дві номінації «Виконавець року» на MTV Video Music Awards Japan 2021 і 2022 Space Shower Music Awards, а також нагороду за особливі досягнення на 63-й церемонії вручення премії Japan Record Awards. The Book 2 здобув спеціальну нагороду на CD Shop Awards.

### 2022–дотепер:Hajimete noта окремі сингли
Yoasobi співпрацювали із чотирма письменниками, лауреатами премії Наокі, щоб виконати чотири пісні на основі їхніх оповідань за темою «історія, яку слід прочитати, коли ти робиш [щось] вперше». Збірка містить Watashi Dake no Shoyūsha Ріо Шімамото, Yūrei Мідзукі Цуджімури, Iro Chigai no Trump Міюкі Міябе та Hikari no Tane Ето Морі. 16 лютого 2022 року видавництво Suirinsha опублікувало всі історії у вигляді книги «Hajimete no». Перший сингл проєкту «Mr.», оснований на історії Шімамото, вийшов в день виходу книги. За ним вийшли «Suki da», оснований на історії Морі, у травні та «Umi no Manimani», оснований на історії Цуджімури, у листопаді. Остання пісня, заснована на історії Міябе, «Seventeen», була доступна в березні 2023 року. Усі пісні представлені на супровідному мініальбомі книги, який вийшов 10 травня 2023 року. Він досяг дев'ятого місця в Oricon Singles Chart. Продовження проєкту Hajimete no Bungei-bu було анонсовано у вересні 2022 року
Окрім своєї звичайної дискографії, у березні 2022 року Yoasobi співпрацювали з хіп-хоп-дуетом Creepy Nuts для пісні «Baka Majime», яка супроводжувала сцену All Night Nippon, присвячену 55-річчю Ano Yoru o Oboe Teru . Вона була випущена 20 березня виконавцями Аясе та Лілас Ікута, оскільки пісня не була заснована на романі, як інші релізи Yoasobi. Після цього вийшов їхній перший відеоальбом The Film 23 числа, який містив відео про три концерти дуету у 2021 році та їх збільшену версію документальної програми Jōnetsu Tairiku. «Баладна» версія «Ano Yume o Nazotte», представлена в телевізійній рекламі CalorieMate 2021 року, Midnight Train була випущена 30 числа для фільму Smash, заснованого на однойменній історії, на якій заснована пісня.
Yoasobi співпрацювали з Book Truck, щоб відкрити книжковий магазин і кафе Tabi Suru Honya-san Yoasobi-gō: Books & Café. Вперше він був представлений на фестивалі Curry & Music Japan 2022 у липні. У серпні дует вперше взяв участь у трьох музичних фестивалях: Rock in Japan Festival, Rising Sun Rock Festival, і Sweet Love Shower. Yoasobi заспівали першу вступну тему меха-аніме-серіалу Mobile Suit Gundam: The Witch from Mercury, «Shukufuku», засновану на історії «Yurikago no Hoshi» сценариста аніме Ітіро Окоуті. Пісня була випущена 1 жовтня і посіла друге місце в чарті Billboard Japan Hot 100. Другий англомовний мініальбом дуету E-Side 2 вийшов 18 листопада, йому передували «The Swallow» і «The Blessing» того ж місяця. Yoasobi вперше виступили за кордоном у 2022 році на музичному фестивалі Head in the Clouds в Індонезії та на Філіппінах у грудні.
У 2023 році Yoasobi співпрацювли із Universal Studios Japan, щоб створити тему для кампанії підтримки студентів Unibaru на основі історії, яка перемогла в конкурсі за темою «незабутні спогади шкільного віку в парку [USJ]». Результатом стала історія Lens Goshi no Kirameki o, написана Нагі, і пісня «Adventure», випущена 15 лютого. Дует брав участь на концерті USJ's Unibaru! Live 2023 року з Sakurazaka46, Little Glee Monster і NiziU 11 березня. Yoasobi відповідали за початкову тему аніме-серіалу Oshi no Ko під назвою «Ідол», заснованого на однойменній манзі автора Аки Акасаки, випущеному 12 квітня. Це стала другою піснею дуету, яка очолила чарт Billboard Japan Hot 100 після «Yoru ni Kakeru» і залишалася на вершині 12 тижнів поспіль, займаючи друге місце за тривалістю, поступаючись лише «Subtitle» від Official Hige Dandism. Пісня має також найвищий пік для японського виконавця в чарті Billboard Global 200 на сьомому місці і Global Excl. U.S. на першому. Це перший японський виконавець, який це зробив. «Idol» побив рекорд пісні, яка найшвидше заробила 100 мільйонів прослуховувань в Японії за п'ять тижнів.
У 2023 році дует розпочав свій перший концертний тур Denkosekka Arena Tour у семи містах по всій Японії, який розпочався в Нагої 5 квітня та завершився в Йокогамі 24 червня. Крім того, вони провели концерт у прямому ефірі через TikTok 24 квітня в театрі Milano-za, на тому самому місці, де будувався театр Keep Out. У червні бренд локшини швидкого приготування Super Cup 1.5x у партнерстві з дуетом випустив два нових спеціальних смаки на честь 35-річчя бренду.
У серпні дует вперше виступив у Західній півкулі на фестивалі Head in the Clouds у Пасадіні, США. Yoasobi випустили свій третій мініальбом The Book 3 4 жовтня, до якого увійшли всі сингли з 2022—2023 років, а також вступна тема до аніме-серіалу Frieren: Beyond Journey's End, під назвою «Yūsha», яка була заснована на оповіданні Sōsō, написаному Джіро Кісо. Вона була випущена раніше мініальбому 27 вересня і досягла другого місця в Japan Hot 100. Альбом дебютував на другому місці в чартах Oricon Albums Chart і Billboard Japan Hot Albums.
У листопаді дует виступив на розігріві на двох токійських концертах британського рок-гурту Coldplay у рамках світового туру Music of the Spheres World Tour, взяв участь у сьомій ітерації 18Fes, де виконав пісню на тему «серцебиття», відібрав 1000 підлітків віком від 17 до 20 років для виступу на єдиному шоу, і візьме участь у пісні Юмі Мацутоя «Yuming Kanpai!!!: Matsutoya Yumi 50th Anniversary Collaboration Best Album» за трек «Chūō Freeway» з її четвертого студійного альбому 14 Banme no Tsuki (1976). Yoasobi вирушать у свій перший тур Азією з грудня 2023 року по січень 2024 року, а з січня по березень 2024 року продовжать тур Pop Out Zepp Tour на підтримку The Book 3.

## Члени дуету
- Аясе — композитор (продюсер, автор пісень, клавішні, синтезатор, семплер)
- Ікура — вокал

Учасники гурту
- Закро Місохагі — приспів клавішних
- AssH — гітара
- Хоногумо — барабан
- Hikaru Yamamoto — бас
- Сатору Тагучі — гітара (тимчасово)[99]

## Дискографія
| Японські мініальбоми - The Book (2021) - The Book 2 (2021) - Hajimete no – EP (2023) - The Book 3 (2023) | Англійські мініальбоми - E-Side (2021) - E-Side 2 (2022) |

## Відеографія

### Кліпи
| Назва                          | Рік  | Режисери          | Прим.   |
| ------------------------------ | ---- | ----------------- | ------- |
| «Yoru ni Kakeru»               | 2019 | Niina Ai          | [ 129 ] |
| «Ano Yume o Nazotte»           | 2020 | Koron Koronosuke  | [ 130 ] |
| «Halzion»                      | 2020 | Toshitaka Shinoda | [ 131 ] |
| «Tabun»                        | 2020 | Saho Nanjō        | [ 132 ] |
| «Gunjō»                        | 2020 | Atsushi Makino    | [ 133 ] |
| «Haruka»                       | 2020 | Kanae Izumi       | [ 134 ] |
| «Kaibutsu»                     | 2021 | Rina Mitsuzumi    | [ 135 ] |
| «Encore»                       | 2021 | Bun               | [ 136 ] |
| «Yasashii Suisei»              | 2021 | Kōhei Kadowaki    | [ 137 ] |
| «Sangenshoku»                  | 2021 | Masashi Ishihama  | [ 138 ] |
| «Loveletter»                   | 2021 | Satoru Ohno       | [ 139 ] |
| «Taishō Roman»                 | 2021 | Yūsuke Takase     | [ 140 ] |
| «Mō Sukoshi Dake»              | 2021 | Hmng              | [ 141 ] |
| «Tsubame»                      | 2021 | Niina Ai          | [ 142 ] |
| «Moshi mo Inochi ga Egaketara» | 2021 | Asami Kiyokawa    | [ 143 ] |
| «Ano Yume o Nazotte» (ballade) | 2022 | Yuta Amano        | [ 144 ] |
| «Mr.»                          | 2022 | Toshitaka Shinoda | [ 145 ] |
| «Shukufuku»                    | 2022 | Nobutaka Yoda     | [ 146 ] |
| «Suki da»                      | 2022 | Kazuaki Seki      | [ 147 ] |
| «Adventure»                    | 2023 | Jun Tamukai       | [ 148 ] |
| «Umi no Manimani»              | 2023 | Asuka Dokai       | [ 149 ] |
| «Seventeen»                    | 2023 | Masatsugu Nagasoe | [ 150 ] |
| «Idol»                         | 2023 | Naoya Nakayama    | [ 151 ] |

| Список англомовних музичних кліпів | Список англомовних музичних кліпів | Список англомовних музичних кліпів | Список англомовних музичних кліпів |
| Назва                              | Рік                                | Режисери                           | Примітки                           |
| ---------------------------------- | ---------------------------------- | ---------------------------------- | ---------------------------------- |
| «Into the Night»                   | 2021                               | Niina Ai                           | [ 152 ]                            |
| «RGB»                              | 2021                               | Masashi Ishihama                   | [ 153 ]                            |
| «Monster»                          | 2021                               | Rina Mitsuzumi                     | [ 154 ]                            |
| «Blue»                             | 2021                               | Atsushi Makino                     | [ 155 ]                            |
| «Haven't»                          | 2021                               | Saho Nanjō                         | [ 156 ]                            |
| «Encore»                           | 2021                               | Bun                                | [ 157 ]                            |
| «Comet»                            | 2021                               | Kōhei Kadowaki                     | [ 158 ]                            |
| «Tracing a Dream»                  | 2021                               | Koron Koronosuke                   | [ 159 ]                            |
| «The Swallow»                      | 2022                               | Niina Ai                           | [ 160 ]                            |
| «The Blessing»                     | 2022                               | Nobutaka Yoda                      | [ 161 ]                            |
| «Halzion»                          | 2022                               | Toshitaka Shinoda                  | [ 162 ]                            |
| «If I Could Draw Life»             | 2022                               | Nobutaka Yoda                      | [ 163 ]                            |
| «Just a Little Steps»              | 2022                               | Hmng                               | [ 164 ]                            |
| «Haruka»                           | 2022                               | Kanae Izumi                        | [ 165 ]                            |
| «Love Letter»                      | 2022                               | Satoru Ohno                        | [ 166 ]                            |
| «Romance»                          | 2022                               | Yūsuke Takase                      | [ 167 ]                            |
| «Idol»                             | 2023                               | Naoya Nakayama                     | [ 168 ]                            |

### Відеоальбоми
| Назва    | Подробиці                                                     | Піки      | Продажі          |
| Назва    | Подробиці                                                     | Японія BD | Продажі          |
| -------- | ------------------------------------------------------------- | --------- | ---------------- |
| The Film | - Випущено: 23 березня 2022 - Лейбл: Sony Japan - Формати: BD | 1         | - Японія: 21 000 |

## Концерти
Тур
- Denkōsekka Arena Tour (2023)[121]

Одноразові концерти
- Keep Out Theater (2021)[56]
- Sing Your World (2021)[62]
- Nice to Meet You (2021)

## Фільмографія

### Телебачення
| Рік  | Назва           | Роль    | Нотатки                | Прим.   |
| ---- | --------------- | ------- | ---------------------- | ------- |
| 2021 | Jōnetsu Tairiku | Yoasobi | Документальний фільм   | [ 171 ] |
| 2023 | Yoasobi 18Fes   | Артист  | Спеціальне телебачення | [ 172 ] |

### Радіопередачі
| Рік       | Назва                        | Роль   | Прим.           |
| --------- | ---------------------------- | ------ | --------------- |
| 2021–2022 | Yoasobi's All Night Nippon X | Ведучі | [ 173 ] [ 174 ] |

## Нагороди та номінації
| Нагорода                       | Рік  | Категорія                             | Номінант            | Результат | Прим.   |
| ------------------------------ | ---- | ------------------------------------- | ------------------- | --------- | ------- |
| AMD Award                      | 2020 | Digital Contents of the Year          | Yoasobi             | Перемога  | [ 182 ] |
| Anan Award                     | 2020 | Trend Culture                         | Yoasobi             | Перемога  | [ 183 ] |
| CD Shop Awards                 | 2022 | Special Award                         | The Book The Book 2 | Перемога  | [ 184 ] |
| CD Shop Awards                 | 2022 | Winning Award                         | The Book The Book 2 | Перемога  | [ 184 ] |
| Crunchyroll Anime Awards       | 2022 | Best Opening Sequence                 | «Kaibutsu»          | Номінація | [ 185 ] |
| Crunchyroll Anime Awards       | 2022 | Best Ending Sequence                  | «Yasashii Suisei»   | Номінація | [ 185 ] |
| Dime Trend Award               | 2021 | Best Character Award                  | Yoasobi             | Перемога  | [ 186 ] |
| Japan Gold Disc Award          | 2021 | Best 5 New Artist                     | Yoasobi             | Перемога  | [ 187 ] |
| Japan Gold Disc Award          | 2022 | Song of the Year by Download (Japan)  | «Kaibutsu»          | Перемога  | [ 188 ] |
| Japan Gold Disc Award          | 2022 | Best 5 Songs by Download              | «Kaibutsu»          | Перемога  | [ 188 ] |
| Japan Gold Disc Award          | 2022 | Song of the Year by Streaming (Japan) | «Kaibutsu»          | Перемога  | [ 188 ] |
| Japan Gold Disc Award          | 2022 | Best 5 Songs by Streaming             | «Kaibutsu»          | Перемога  | [ 188 ] |
| Japan Gold Disc Award          | 2022 | Special Award                         | Yoasobi             | Перемога  | [ 188 ] |
| Japan Record Awards            | 2021 | Special Achievement Award             | Yoasobi             | Перемога  | [ 189 ] |
| JASRAC Awards                  | 2023 | Silver Prize                          | «Yoru ni Kakeru»    | Перемога  | [ 190 ] |
| JC JK Buzzword Award           | 2020 | Hito Category (first half year)       | Yoasobi             | Перемога  | [ 191 ] |
| MTV Video Music Awards Japan   | 2020 | Song of the Year                      | «Yoru ni Kakeru»    | Перемога  | [ 192 ] |
| MTV Video Music Awards Japan   | 2021 | Artist of the Year                    | Yoasobi             | Перемога  | [ 193 ] |
| Noma Publishing Culture Awards | 2021 | Noma Publishing Culture Awards        | Yoasobi             | Перемога  | [ 194 ] |
| Space Shower Music Awards      | 2021 | Song of the Year                      | «Yoru ni Kakeru»    | Перемога  | [ 195 ] |
| Space Shower Music Awards      | 2022 | Best Pop Artist                       | Yoasobi             | Перемога  | [ 196 ] |
| Space Shower Music Awards      | 2022 | Artist of the Year                    | Yoasobi             | Перемога  | [ 196 ] |